# سيمون أ. ليفين
سيمون أ. ليفين (بالإنجليزية: Simon A. Levin)‏ هو عالم بيئة ورياضياتي وعالم أحياء أمريكي، ولد في 22 أبريل 1941 في بالتيمور في الولايات المتحدة.

## وصلات خارجية
- الموقع الرسمي
- سيمون أ. ليفين على موقع الموسوعة البريطانية (الإنجليزية)